# Bereliço (Ort)
Bereliço ist eine osttimoresische Siedlung im Suco Faturasa (Verwaltungsamt Remexio, Gemeinde Aileu).

## Geographie
Das Dorf Bereliço liegt im Nordwesten der Aldeia Bereliço in einer Meereshöhe von 1091 m. Westlich fließt der Hatomeco, ein Nebenfluss des Nördlichen Laclós. Zu dessen System gehört auch der Lohun, der an der Grenze zu Faculau entspringt und dieser nach Norden folgt. Durch das Zentrum vom Dorf Bereliço führt eine Straße, die es mit Faculau im Süden und den Orten im Suco Tulataqueo im Norden verbindet. Vom Ortszentrum führt eine kleine Seitenstraße zu den weiteren Häusern von Bereliço. Nach Südwesten geht eine weitere Seitenstraße und verbindet das Dorf mit der Nachbarsiedlung Lebometa.